# Основні засоби
Основні́ за́соби (ОЗ) (в радянській та пострадянській економічних школах — основні фонди) — матеріальні активи, які підприємство утримує з метою використання їх у процесі виробництва чи поставки товарів, надання послуг, здачі в оренду іншим особам чи для виконання адміністративних і соціально-культурних функцій, очікуваний термін корисного використання (експлуатації) яких більше одного року, або одного оборотного періоду.
Основні засоби підприємства — це сукупність матеріально-речових цінностей, що діють у натуральній формі протягом тривалого часу як у сфері матеріального виробництва, так і в невиробничій сфері, і вартість яких поступово зменшується у зв'язку з фізичним та моральним зносом.
Основні засоби (ПКУ)— матеріальні активи, у тому числі запаси корисних копалин наданих у користування ділянок надр (крім вартості землі, незавершених капітальних інвестицій, автомобільних доріг загального користування, бібліотечних і архівних фондів, матеріальних активів, вартість яких перевищує 20000 гривень, невиробничих основних засобів і нематеріальних активів), що призначаються платником податку для використання у господарській діяльності платника податку, вартість яких перевищує 20000 гривень і поступово зменшується у зв'язку з фізичним або моральним зносом та очікуваний строк корисного використання (експлуатації) яких з дати введення в експлуатацію становить понад один рік (або операційний цикл, якщо він довший за рік).
У плановій економіці використовувався термін основні фонди. Основні фонди — це сукупність вироблених суспільною працею матеріально-речових цінностей, що діють протягом тривалого періоду. До основних фондів в соціалістичній економіці відносили будівлі, споруди, передавальні пристрої, машини, обладнання, транспортні засоби, інструменти, виробничий і господарський інвентар, робоча і продуктивна худоба та інші. Основні фонди, що функціюють у сфері матеріального виробництва, є виробничими основними фондами; а, які не беруть участь безпосередньо в процесі виробництва, складають невиробничі основні фонди.
Якщо один об'єкт основних засобів складається з частин, які мають різний строк корисного використання (експлуатації), то кожна з цих частин може визнаватися в бухгалтерському обліку як окремий об'єкт основних засобів. Подібні (однорідні) об'єкти — об'єкти, які мають однакове функціональне призначення та однакову справедливу вартість. Первісна вартість — історична (фактична) собівартість необоротних активів у сумі грошових коштів або справедливої вартості інших активів, сплачених (переданих), витрачених для придбання (створення) необоротних активів. Переоцінена вартість — вартість необоротних активів після їх переоцінки.
Строк корисного використання (експлуатації) — очікуваний період часу, протягом якого необоротні активи будуть використовуватися підприємством або з їх використанням буде виготовлено (виконано) очікуваний підприємством обсяг продукції (робіт, послуг).
Сума очікуваного відшкодування необоротного активу — найбільша з двох оцінок: чиста вартість реалізації або теперішня вартість майбутніх чистих грошових надходжень від використання необоротного активу, включаючи його ліквідаційну вартість.
Чиста вартість реалізації необоротного активу — справедлива вартість необоротного активу за вирахуванням очікуваних витрат на його реалізацію.

## Класифікація основних засобів
Відповідно до діючої типової класифікації основних засобів — групуються залежно від функціонального призначення, галузевої належності, речовинно-натурального складу тощо.
Залежно від функціонального призначення основні засоби поділяються на виробничі та невиробничі.
Виробничі основні засоби — це засоби, які безпосередньо беруть участь у виробничому процесі або сприяють його здійсненню. До них належать будівлі, споруди, силові машини та устаткування, передавальні пристрої, транспортні засоби, робоча худоба, багаторічні насадження, інші основні засоби, що діють у сфері матеріального виробництва.
Невиробничі основні засоби — це засоби, що не беруть безпосередньої або побічної участі у процесі виробництва та передбачені для обслуговування потреб житлово-комунального господарства, охорони здоров'я, освіти, культури. До них належать споруди, будівлі, машини, обладнання, апарати та інші засоби, що використовуються в невиробничій сфері.
За галузевою належністю основні засоби поділяються на засоби промисловості, будівництва, сільського господарства, транспорту, зв'язку та ін.
За натурально-речовинним складом основні виробничі засоби поділяються на будівлі, споруди, передавальні пристрої, машини та обладнання, транспортні засоби, інструменти і приладдя, виробничий та господарський інвентар, робочу та продуктивну худобу, багаторічні насадження; капітальні витрати на поліпшення земель, інші основні засоби.
З метою визначення розміру амортизаційних відрахувань основні засоби поділяються на:

|    | Групи | Мінімально допустимі терміни корисного використання в роках |
| 1  | Земельні ділянки | -                                                           |
| 2  | Капітальні витрати на поліпшення земель, не пов'язані з будівництвом | 15                                                          |
| 3  | Будівлі, споруди, передавальні пристрої | 20, 15, 10                                                  |
| 4  | Машини та обладнання (з них: електронно-обчислювальні машини, інші машини для автоматичного оброблення інформації, пов'язані з ними засоби зчитування або друку інформації, пов'язані з ними комп'ютерні програми (крім програм, витрати на придбання яких визнаються роялті, та/або програм, які визнаються нематеріальним активом), інші інформаційні системи, комутатори, маршрутизатори, модулі, модеми, джерела безперебійного живлення та засоби їх підключення до телекомунікаційних мереж, телефони (в тому числі стільникові), мікрофони і рації, вартість яких перевищує 2500 гривень) | 5 (2)                                                       |
| 5  | Транспортні засоби | 5                                                           |
| 6  | Інструменти, прилади, інвентар (меблі) | 4                                                           |
| 7  | Тварини | 6                                                           |
| 8  | Багаторічні насадження | 10                                                          |
| 9  | Інші основні засоби | 12                                                          |
| 10 | Бібліотечні фонди | -                                                           |
| 11 | Малоцінні необоротні матеріальні активи | -                                                           |
| 12 | Тимчасові (нетитульні) споруди | 5                                                           |
| 13 | Природні ресурси | -                                                           |
| 14 | Інвентарна тара | 6                                                           |
| 15 | Предмети прокату | 5                                                           |
| 16 | Довгострокові біологічні активи | 7                                                           |

## Знос основних засобів, його види
В процесі експлуатації основні засоби поступово втрачають частину своїх корисних властивостей, внаслідок фізичного або морального старіння. Цей процес називається зносом основних засобів. Зі зносом нерозривно пов'язаний процес амортизації, що є поступове перенесення вартості об'єкту, що амортизується, на витрати підприємства.
Розрізняють два види зносу основних засобів — фізичний і моральний.
Фізичний знос — це поступова втрата основними засобами споживної вартості в процесі експлуатації, тобто суто матеріальний знос їх окремих елементів. Фізичний знос залежить від багатьох факторів, зокрема: особливостей технологічного процесу; якості обслуговування основних засобів; кваліфікації робітників та їхнього ставлення до основних засобів у процесі використання, інтенсивності та умов їх використання. Розрізняють повний і частковий знос основних засобів.
Повний знос передбачає повну заміну зношених основних засобів шляхом нового капітального будівництва або придбання нових основних засобів.
Частковий знос компенсується здійсненням капітального ремонту основних засобів.
Моральний знос — це знос основних засобів внаслідок створення нових, прогресивніших і економічно ефективних машин та устаткування. Поява досконаліших видів устаткування з підвищеною продуктивністю робить економічно доцільною заміну діючих основних фондів іще до їх фізичного зносу.
Несвоєчасна заміна морально застарілих основних виробничих засобів призводить до того, що собівартість підвищується, а якість знижується порівняно з продукцією, виготовленою на досконаліших машинах та устаткуванні.

## Відтворення основних засобів. Його види
Відтворення основних засобів — це процес їх безперервного поновлення (відновлення). Відтворення буває просте та розширене.
Просте відтворення основних засобів — це їх відновлення в тому самому обсязі, у якому вони були зношені та вибули. Воно здійснюється шляхом заміни окремих зношених частин основних засобів шляхом ремонтів або придбання нових засобів на заміну зношених. Головним джерелом простого відтворення основних засобів в умовах переходу до ринкових відносин є амортизаційні відрахування.
Ремонт основних фондів — це усунення ушкоджень, поломок, вад основних засобів з метою відновлення їх експлуатаційних якостей.
Розрізняють поточний, середній і капітальний ремонти основних засобів.
Поточний ремонт — це ремонт, при якому заміняються зношені деталі машин, устаткування, ліквідуються незначні дефекти, несправності та пошкодження з метою підтримання в робочому стані машин, устаткування тощо.
Середній ремонт — це ремонт, при якому заміняються зношені деталі, вузли, конструкції обмеженої номенклатури без повного розбирання об'єкта, що ремонтується.
Капітальний ремонт — це ремонт, що передбачає повне розбирання об'єкта, що ремонтується, заміну всіх зношених вузлів, деталей, конструкцій тощо з метою відновлення робочого ресурсу, поліпшення експлуатаційних показників об'єкта, що ремонтується
Розширене відтворення — це таке відтворення, яке передбачає розширення діючих основних засобів за рахунок збільшення їх кількості та поліпшення або придбання продуктивніших та економічних основних засобів. Розширене відтворення може здійснюватися у вигляді нового будівництва, технічного переозброєння, реконструкції або розширення діючих підприємств, модернізації обладнання або його придбання тощо. Основним джерелом розширеного відтворення основних засобів в умовах переходу до ринкових відносин та самофінансування підприємств є прибуток.
До нового будівництва належить будівництво комплексу об'єктів основного, підсобного й обслуговуючого призначення новостворюваних підприємств, будівель, споруд, а також філій і окремих виробництв, які після введення в експлуатацію перебуватимуть на самостійному балансі, що здійснюється на нових площах з метою створення нової виробничої потужності.
До розширення діючих підприємств належить будівництво додаткових виробництв на діючому підприємстві, а також будівництво нових і розширення діючих окремих цехів і об'єктів основного, підсобного й обслуговуючого призначення на території діючих підприємств або на площах, що до них прилягають, з метою створення додаткових або нових виробничих потужностей.
До реконструкції діючих підприємств належить переобладнання діючих цехів і об'єктів основного, підсобного й обслуговуючого призначення, як правило, без розширення діючих будівель і споруд основного призначення.
До технічного переозброєння діючих підприємств належить комплекс заходів щодо підвищення техніко-економічного рівня окремих виробництв, цехів і дільниць на основі впровадження передової техніки і технології, механізації й автоматизації виробництва, модернізації і заміни застарілого та фізично зношеного устаткування на нове, продуктивніше, а також щодо вдосконалення загальнозаводського господарства і допоміжних служб.
Технічне переозброєння діючих підприємств здійснюється, як правило, без розширення виробничих площ за проектами і кошторисами на окремі об'єкти або види робіт, що розробляються на основі техніко-економічного обґрунтування.
Ступінь оновлення основних засобів вимірюється відношенням суми основних засобів, що надійшли за аналізований період до їх кількості на кінець року.

## Залишкова вартість основних засобів
Залишкова вартість основних засобів — різниця між первісною вартістю основних засобів та сумою їхньої накопиченої амортизації за весь термін експлуатації об'єкта. Оцінка за залишковою вартістю використовується при розробці планів відтворення основних засобів та для нарахування зносу.

## Основні засоби у податковому обліку
Різниці, які виникають при нарахуванні амортизації необоротних активів.
Відповідно до пункту 138.1 статті 138 Податкового кодексу України фінансовий результат до оподаткування збільшується:
- на суму нарахованої амортизації основних засобів та/або нематеріальних активів відповідно до національних положень (стандартів) бухгалтерського обліку або міжнародних стандартів фінансової звітності;
- на суму уцінки та втрат від зменшення корисності основних засобів або нематеріальних активів, включених до витрат звітного періоду відповідно до національних положень (стандартів) бухгалтерського обліку або міжнародних стандартів фінансової звітності;
- на суму залишкової вартості окремого об'єкта основних засобів або нематеріальних активів, визначеної відповідно до національних положень (стандартів) бухгалтерського обліку або міжнародних стандартів фінансової звітності, у разі ліквідації або продажу такого об'єкта;
- на суму залишкової вартості окремого об'єкта невиробничих основних засобів та/або невиробничих нематеріальних активів, визначеної відповідно до національних положень (стандартів) бухгалтерського обліку або міжнародних стандартів фінансової звітності, у разі ліквідації або продажу такого об'єкта;
- на суму витрат на ремонт, реконструкцію, модернізацію або інші поліпшення невиробничих основних засобів чи невиробничих нематеріальних активів, віднесених до витрат відповідно до національних положень (стандартів) бухгалтерського обліку або міжнародних стандартів фінансової звітності.

Відповідно до пункту 138.2 статті 138 Кодексу фінансовий результат до оподаткування зменшується:
- на суму розрахованої амортизації основних засобів та/або нематеріальних активів відповідно до пункту 138.3 цієї статті;
- на суму залишкової вартості окремого об'єкта основних засобів або нематеріальних активів, визначеної з урахуванням положень цієї статті Кодексу, у разі ліквідації або продажу такого об'єкта;
- на суму вигід від відновлення корисності основних засобів або нематеріальних активів у межах попередньо віднесених до витрат втрат від зменшення корисності основних засобів або нематеріальних активів відповідно до національних положень (стандартів) бухгалтерського обліку або міжнародних стандартів фінансової звітності;
- на суму дооцінки основних засобів або нематеріальних активів у межах попередньо віднесених до витрат уцінки відповідно до національних положень (стандартів) бухгалтерського обліку або міжнародних стандартів фінансової звітності;
- на суму первісної вартості придбання або виготовлення окремого об'єкта невиробничих основних засобів та/або невиробничих нематеріальних активів та витрат на їх ремонт, реконструкцію, модернізацію або інші поліпшення, у тому числі віднесених до витрат відповідно до національних положень (стандартів) бухгалтерського обліку або міжнародних стандартів фінансової звітності, у разі продажу такого об'єкта невиробничих основних засобів та/або нематеріальних активів, але не більше суми доходу (виручки), отриманої від такого продажу.

Розрахунок амортизації основних засобів та нематеріальних активів здійснюється відповідно до національних положень (стандартів) бухгалтерського обліку або міжнародних стандартів фінансової звітності з урахуванням обмежень, тобто вартісного критерію та критерію терміну експлуатації з дотриманням мінімальних термінів. При такому розрахунку застосовуються методи нарахування амортизації, передбачені національними положеннями (стандартами) бухгалтерського обліку.
Для розрахунку амортизації відповідно до положень цього пункту визначається вартість основних засобів та нематеріальних активів без урахування їх переоцінки (здешевлення, дооцінки), проведеної відповідно до положень бухгалтерського обліку.
Амортизація не нараховується за період невикористання (експлуатації) основних засобів у господарській діяльності у зв'язку з їх модернізацією, реконструкцією, добудовою, дообладнанням та консервацією.
Не підлягають амортизації та проводяться за рахунок відповідних джерел:
1. вартість гудвілу;
2. витрати на придбання / самостійне виготовлення невиробничих основних засобів, невиробничих нематеріальних активів;
3. витрати на ремонт, реконструкцію, модернізацію або інші поліпшення невиробничих основних засобів, невиробничих нематеріальних активів.

Терміни «невиробничі основні засоби», «невиробничі нематеріальні активи» означають відповідно основні засоби, нематеріальні активи, не призначені для використання в господарській діяльності платника податку.